# Accord de libre-échange entre la Corée du Sud et l'Inde

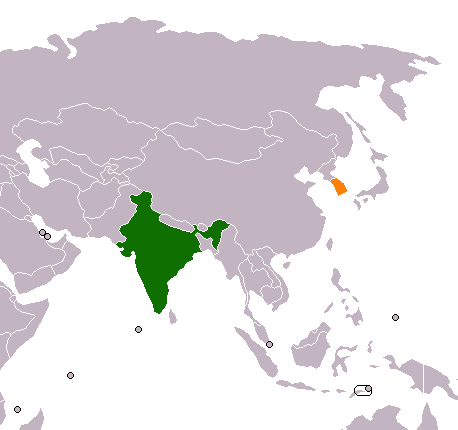
Inde (en vert) et Corée du Sud (en orange)

L'accord de libre-échange entre la Corée du Sud et l'Inde est un accord de libre-échange signé le 7 août 2009 et entré en application le 1er janvier 2010. Il réduit de 85 à 90 % les droits de douane entre les deux pays de manière graduelle sur 8 ans. Il est exclu cependant une grande partie des produits agricoles, textiles et automobiles.